# Quarterback titolari dei Chicago Bears
Questi quarterback sono partiti come titolari per i Chicago Bears della National Football League. Sono inseriti in ordine di data a partire dalla prima partenza come titolari nei Bears.

## Quarterback titolari
Lista di tutti i quarterback titolari dei Chicago Bears. Il numero tra parentesi indica il numero di gare da titolare giocate nella stagione:

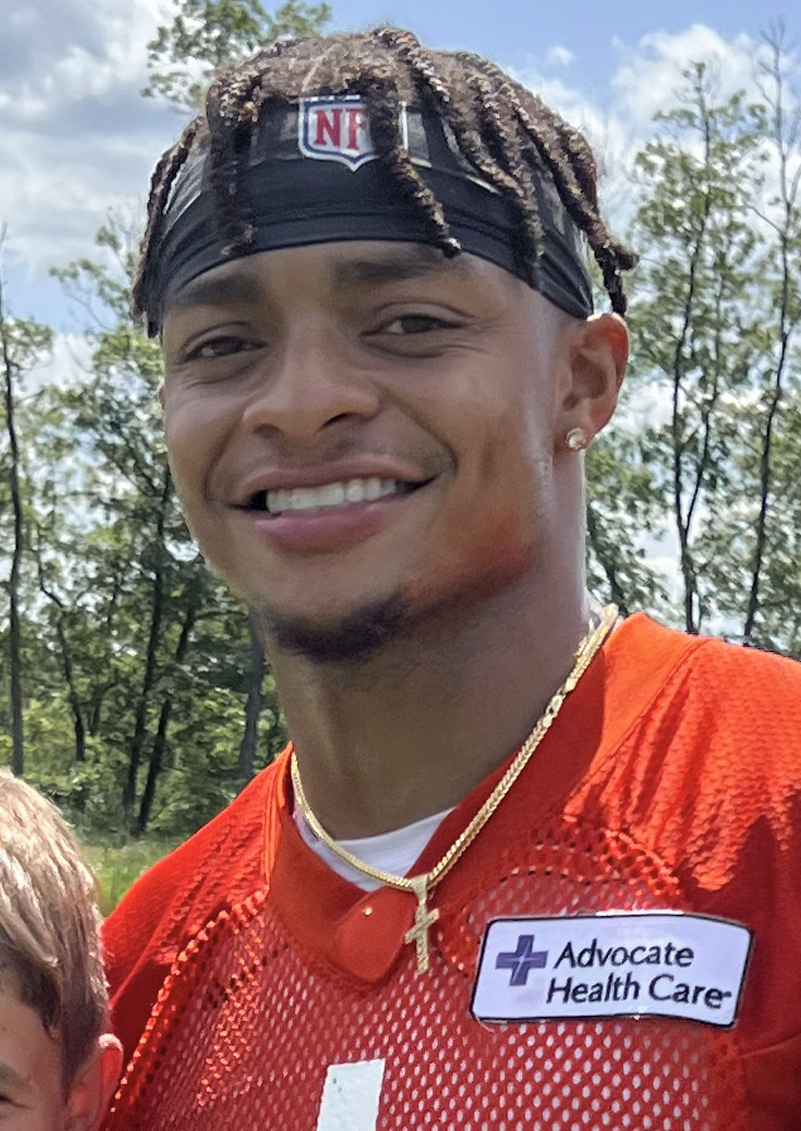
Justin Fields (2021–2023)

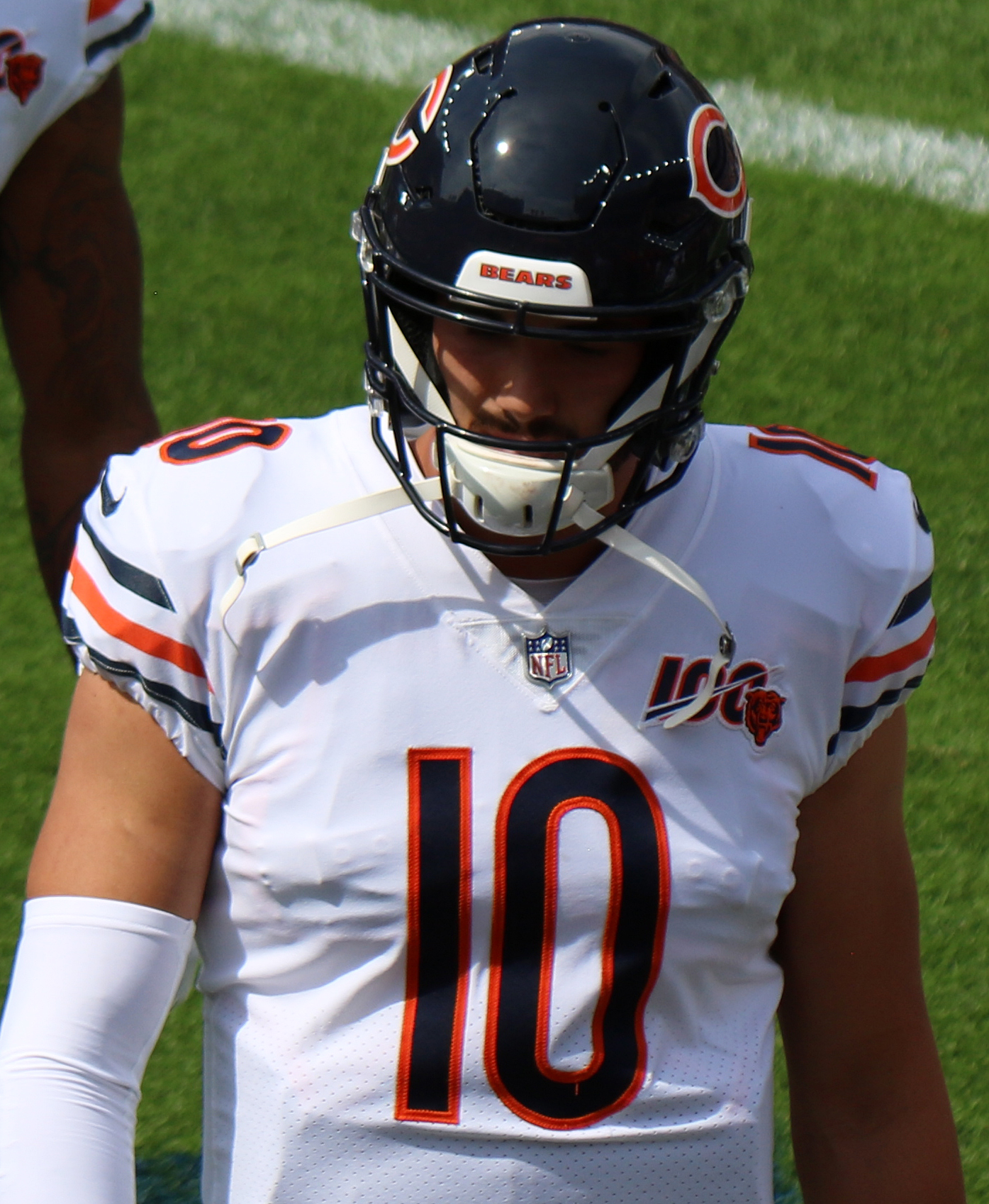
Mitchell Trubisky (2017-2020)

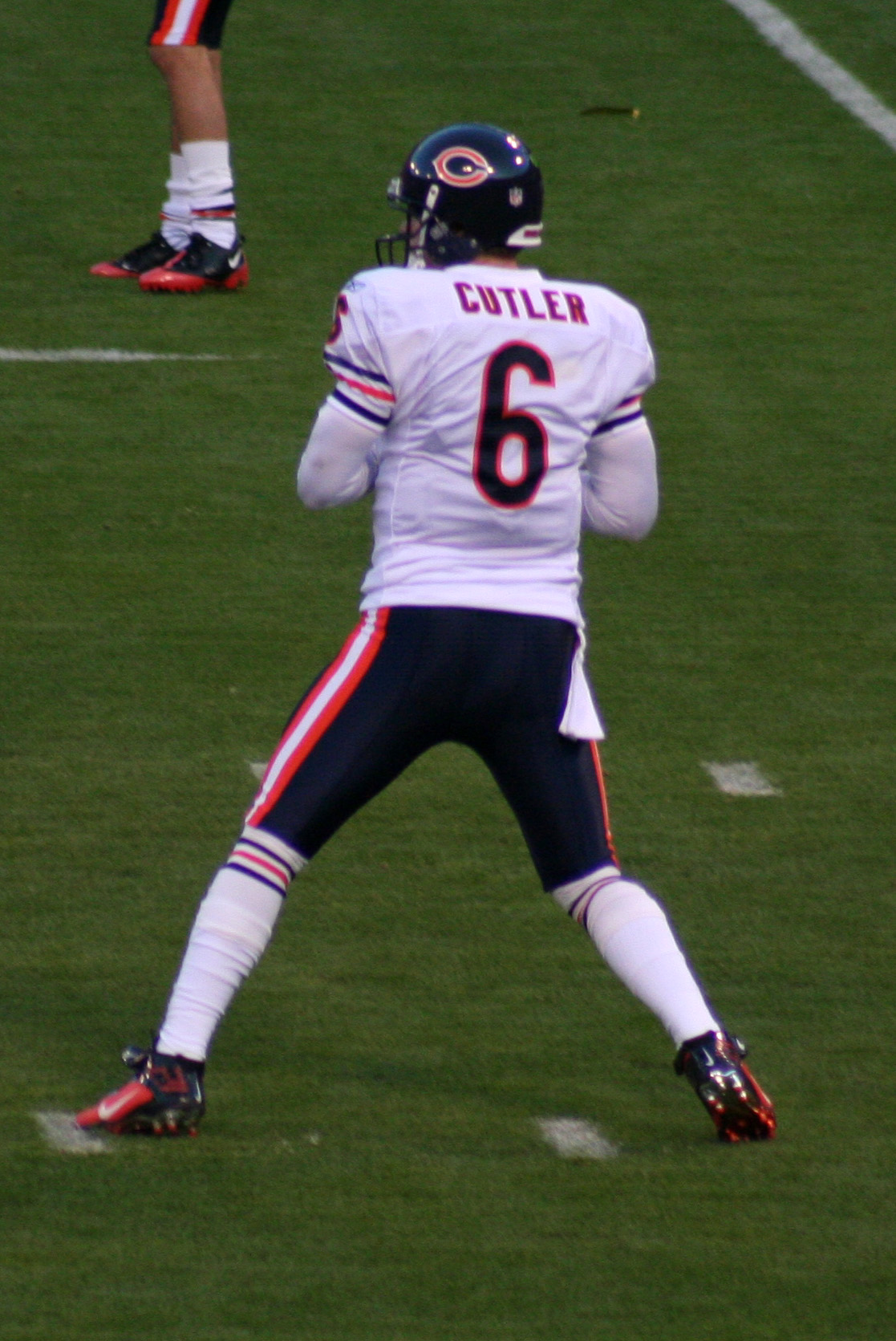
Jay Cutler (2009-2016)

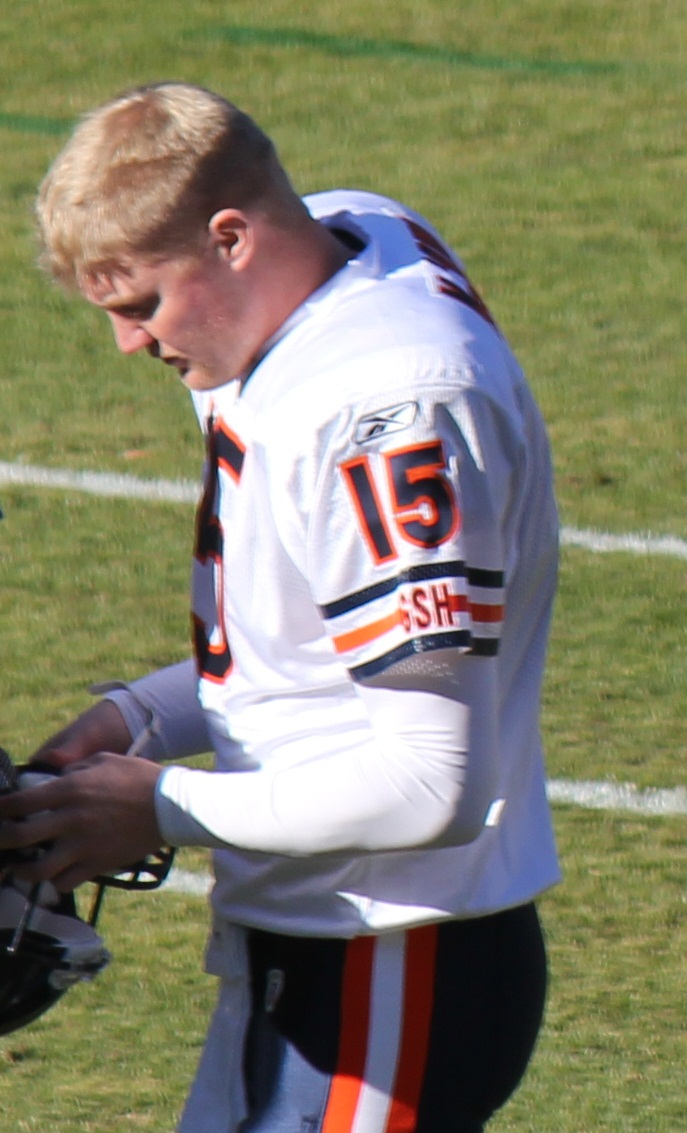
Josh McCown (2011, 2013)

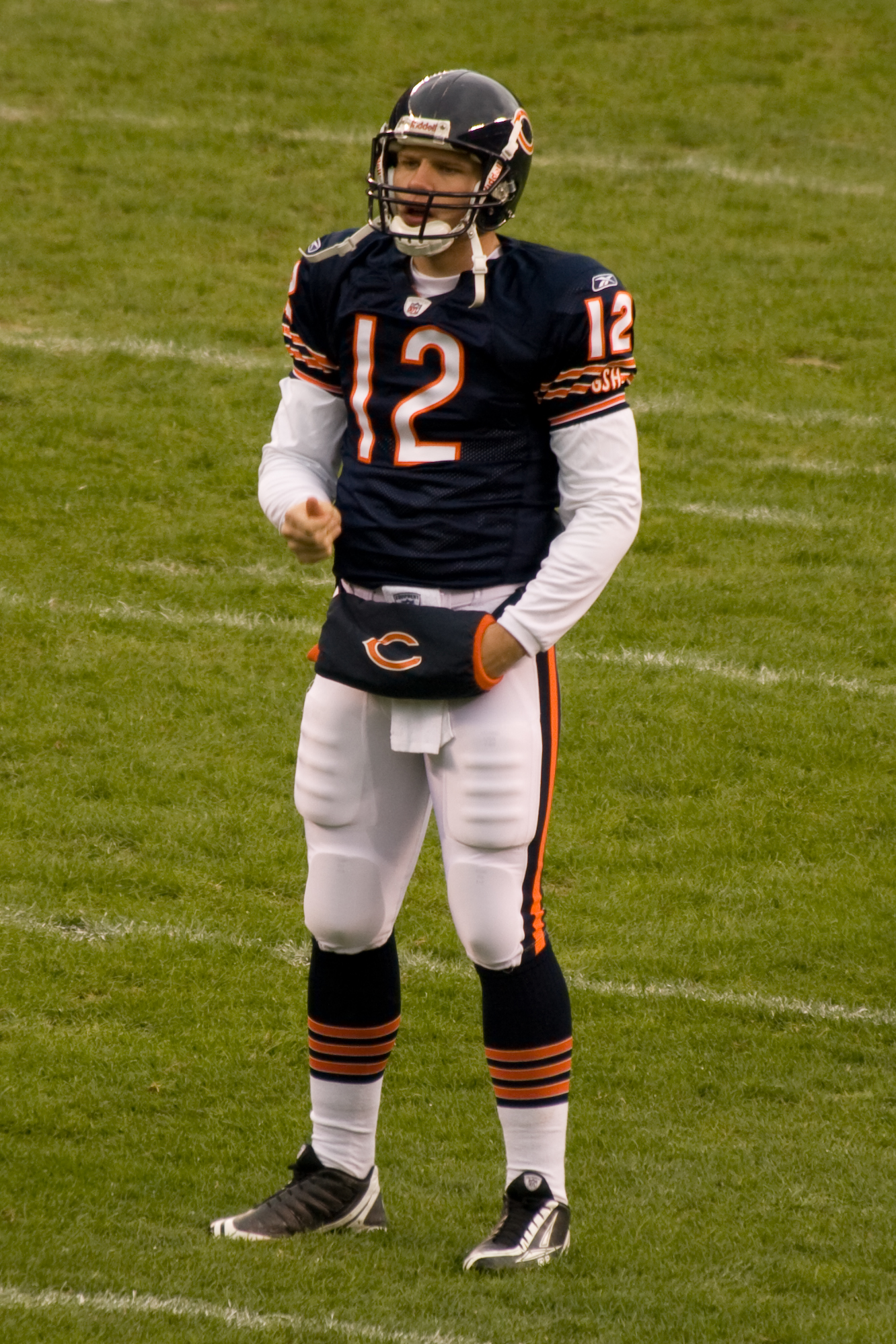
Caleb Hanie (playoff 2010, 2011)

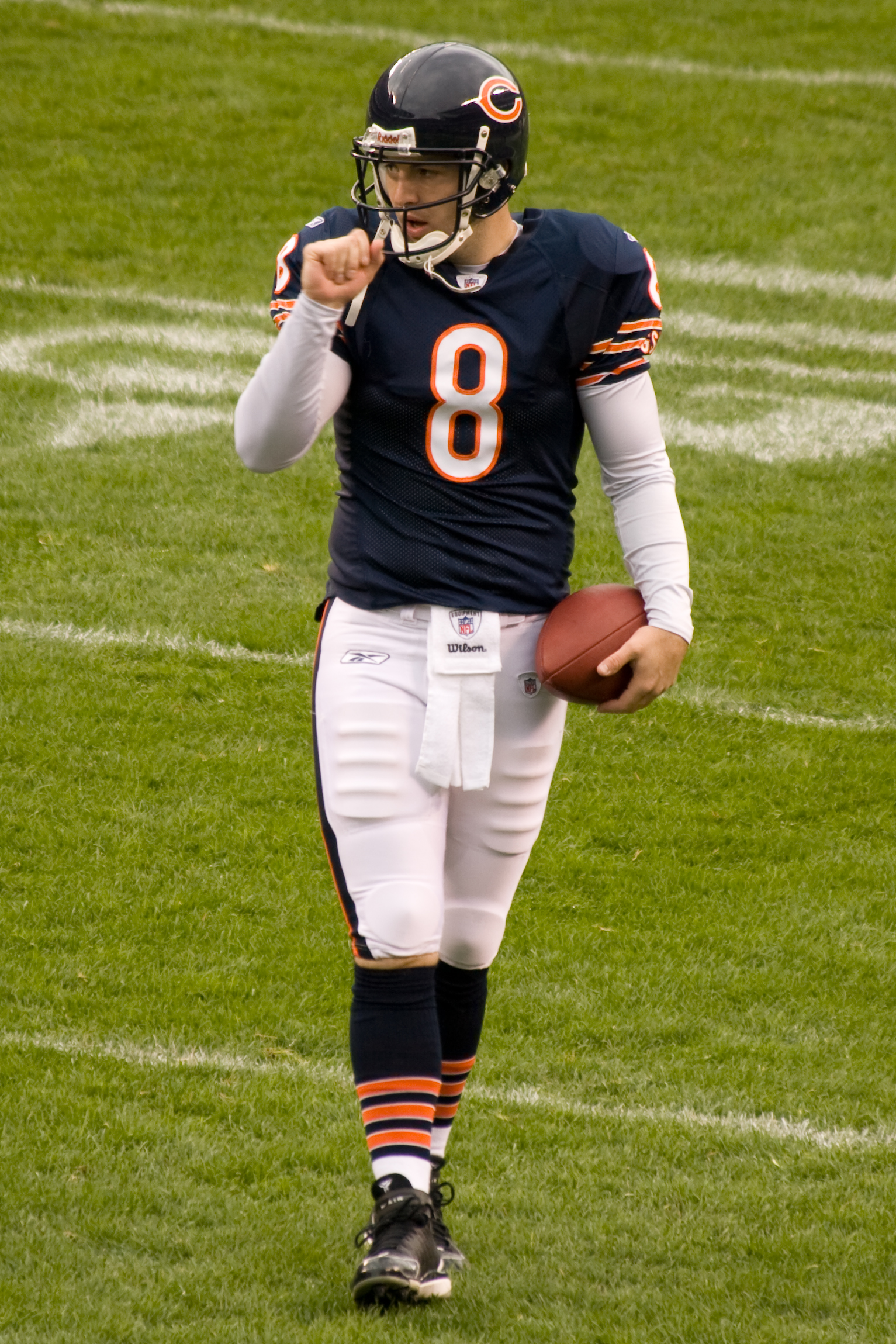
Rex Grossman (2003-2008)

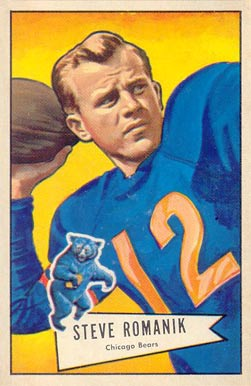
Steve Romanik, 1951-1952

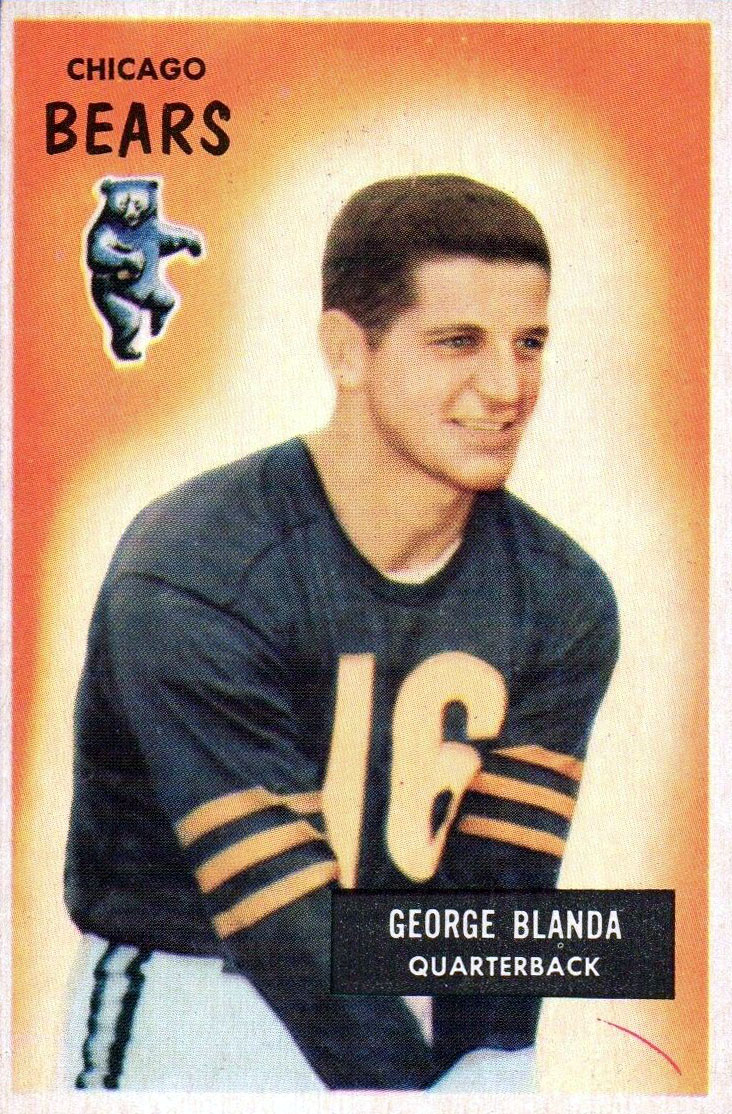
George Blanda, 1949-1954

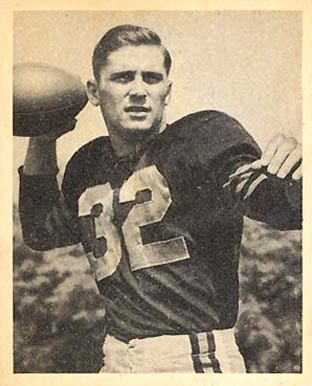
Johnny Lujack, 1949-1951

| Quarterback titolari dei Chicago Bears |                                                                                           |         |
| Anno                                   | Quarterback                                                                               | Note    |
| 2024                                   | Caleb Williams (16)                                                                       | [ 1 ]   |
| 2023                                   | Justin Fields (13) / Tyson Bagent (4)                                                     | [ 2 ]   |
| 2022                                   | Justin Fields (15) / Trevor Siemian (1) / Nathan Peterman (1)                             | [ 3 ]   |
| 2021                                   | Justin Fields (10) / Andy Dalton (9) / Nick Foles (1)                                     | [ 4 ]   |
| 2020                                   | Mitchell Trubisky (9) / Nick Foles (7)                                                    | [ 5 ]   |
| 2019                                   | Mitchell Trubisky (15) / Chase Daniel (1)                                                 | [ 6 ]   |
| 2018                                   | Mitchell Trubisky (14) / Chase Daniel (2)                                                 | [ 7 ]   |
| 2017                                   | Mitchell Trubisky (12) / Mike Glennon (4)                                                 | [ 8 ]   |
| 2016                                   | Jay Cutler (5) / Brian Hoyer (5) / Matt Barkley (6)                                       | [ 9 ]   |
| 2015                                   | Jay Cutler (15) / Jimmy Clausen (1)                                                       | [ 10 ]  |
| 2014                                   | Jay Cutler (15) / Jimmy Clausen (1)                                                       | [ 11 ]  |
| 2013                                   | Jay Cutler (11) / Josh McCown (5)                                                         | [ 12 ]  |
| 2012                                   | Jay Cutler (15) / Jason Campbell (1)                                                      | [ 13 ]  |
| 2011                                   | Jay Cutler (10) / Caleb Hanie (4) / Josh McCown (2)                                       | [ 14 ]  |
| 2010                                   | Jay Cutler (15) / Todd Collins (1)                                                        | [ 15 ]  |
| 2009                                   | Jay Cutler (16)                                                                           | [ 16 ]  |
| 2008                                   | Kyle Orton (15) / Rex Grossman (1)                                                        | [ 17 ]  |
| 2007                                   | Rex Grossman (7) / Brian Griese (6) / Kyle Orton (3)                                      | [ 18 ]  |
| 2006                                   | Rex Grossman (16)                                                                         | [ 19 ]  |
| 2005                                   | Kyle Orton (15) / Rex Grossman (1)                                                        | [ 20 ]  |
| 2004                                   | Craig Krenzel (5) / Chad Hutchinson (5)/ Jonathan Quinn (3) / Rex Grossman (3)            | [ 21 ]  |
| 2003                                   | Kordell Stewart (7) / Chris Chandler (6)/ Rex Grossman (3)                                | [ 22 ]  |
| 2002                                   | Jim Miller (8) / Chris Chandler (7) / Henry Burris (1)                                    | [ 23 ]  |
| 2001                                   | Jim Miller (13) / Shane Matthews (3)                                                      | [ 24 ]  |
| 2000                                   | Cade McNown (9) / Shane Matthews (5) / Jim Miller (2)                                     | [ 25 ]  |
| 1999                                   | Shane Matthews (7) / Cade McNown (6) / Jim Miller (3)                                     | [ 26 ]  |
| 1998                                   | Erik Kramer (8) / Steve Stenstrom (7) / Moses Moreno (1)                                  | [ 27 ]  |
| 1997                                   | Erik Kramer (13) / Rick Mirer (3)                                                         | [ 28 ]  |
| 1996                                   | Dave Krieg (12) / Erik Kramer (4)                                                         | [ 29 ]  |
| 1995                                   | Erik Kramer (16)                                                                          | [ 30 ]  |
| 1994                                   | Steve Walsh (11) / Erik Kramer (5)                                                        | [ 31 ]  |
| 1993                                   | Jim Harbaugh (15) / Peter Tom Willis (1)                                                  | [ 32 ]  |
| 1992                                   | Jim Harbaugh (13) / Peter Tom Willis (2) / Will Furrer (1)                                | [ 33 ]  |
| 1991                                   | Jim Harbaugh (16)                                                                         | [ 34 ]  |
| 1990                                   | Jim Harbaugh (14) / Mike Tomczak (2)                                                      | [ 35 ]  |
| 1989                                   | Mike Tomczak (11) / Jim Harbaugh (5)                                                      | [ 36 ]  |
| 1988                                   | Jim McMahon (9) / Mike Tomczak (5) / Jim Harbaugh (2)                                     | [ 37 ]  |
| 1987                                   | Jim McMahon (6) / Mike Tomczak (6) / Mike Hohensee (2) / Steve Bradley (1)                | [ 38 ]  |
| 1986                                   | Mike Tomczak (7) / Jim McMahon (6) / Steve Fuller (2) / Doug Flutie (1)                   | [ 39 ]  |
| 1985                                   | Jim McMahon (11) / Steve Fuller (5)                                                       | [ 40 ]  |
| 1984                                   | Jim McMahon (9) / Steve Fuller (4) / Rusty Lisch (1) / Bob Avellini (1) / Greg Landry (1) | [ 41 ]  |
| 1983                                   | Jim McMahon (13) / Vince Evans (3)                                                        | [ 42 ]  |
| 1982                                   | Jim McMahon (7) / Bob Avellini (2)                                                        | [ 43 ]  |
| 1981                                   | Vince Evans (16)                                                                          | [ 44 ]  |
| 1980                                   | Vince Evans (10) / Mike Phipps (6)                                                        | [ 45 ]  |
| 1979                                   | Mike Phipps (10) / Vince Evans (3) / Bob Avellini (3)                                     | [ 46 ]  |
| 1978                                   | Bob Avellini (12) / Mike Phipps (4)                                                       | [ 47 ]  |
| 1977                                   | Bob Avellini (14)                                                                         | [ 48 ]  |
| 1976                                   | Bob Avellini (14)                                                                         | [ 49 ]  |
| 1975                                   | Gary Huff (9) / Bob Avellini (4) / Bobby Douglass (1)                                     | [ 50 ]  |
| 1974                                   | Gary Huff (11) / Bobby Douglass (3)                                                       | [ 51 ]  |
| 1973                                   | Bobby Douglass (12) / Gary Huff (2)                                                       | [ 52 ]  |
| 1972                                   | Bobby Douglass (14)                                                                       | [ 53 ]  |
| 1971                                   | Bobby Douglass (7) / Kent Nix (4) / Jack Concannon (3)                                    | [ 54 ]  |
| 1970                                   | Jack Concannon (13) / Bobby Douglass (1)                                                  | [ 55 ]  |
| 1969                                   | Jack Concannon (5) / Bobby Douglass (7) / Virgil Carter (2)                               | [ 56 ]  |
| 1968                                   | Bobby Douglass (7) / Virgil Carter (5) / Larry Rakestraw (2)                              | [ 57 ]  |
| 1967                                   | Jack Concannon (12) / Larry Rakestraw (2)                                                 | [ 58 ]  |
| 1966                                   | Rudy Bukich (14)                                                                          | [ 59 ]  |
| 1965                                   | Rudy Bukich (12) / Billy Wade (2)                                                         | [ 60 ]  |
| 1964                                   | Billy Wade (10) / Rudy Bukich (4)                                                         | [ 61 ]  |
| 1963                                   | Billy Wade (14)                                                                           | [ 62 ]  |
| 1962                                   | Billy Wade (14)                                                                           | [ 63 ]  |
| 1961                                   | Billy Wade (9) / Ed Brown (5)                                                             | [ 64 ]  |
| 1960                                   | Ed Brown (11) / Zeke Bratkowski (1)                                                       | [ 65 ]  |
| 1959                                   | Ed Brown (10) / Zeke Bratkowski (2)                                                       | [ 66 ]  |
| 1958                                   | Ed Brown (11) / Zeke Bratkowski (1)                                                       | [ 67 ]  |
| 1957                                   | Ed Brown (8) / Zeke Bratkowski (4)                                                        | [ 68 ]  |
| 1956                                   | Ed Brown (12)                                                                             | [ 69 ]  |
| 1955                                   | Ed Brown (12)                                                                             | [ 70 ]  |
| 1954                                   | George Blanda (7) / Zeke Bratkowski (5)                                                   | [ 71 ]  |
| 1953                                   | George Blanda (12)                                                                        | [ 72 ]  |
| 1952                                   | Bob Williams (7) / George Blanda (3) / Steve Romanik (2)                                  | [ 73 ]  |
| 1951                                   | Johnny Lujack (7) / Steve Romanik (5)                                                     | [ 74 ]  |
| 1950                                   | Johnny Lujack (12)                                                                        | [ 75 ]  |
| 1949                                   | Johnny Lujack (7) / Sid Luckman (2) / George Blanda (2) / Bob Perina (1)                  | [ 76 ]  |
| 1948                                   | Sid Luckman (8) / Ed Sprinkle (2) / Dick Flanagan (1) / Noah Mullins (1)                  | [ 77 ]  |
| 1947                                   | Sid Luckman (7) / Mike Jarmoluk (3) / Mike Holovak (2)                                    | [ 78 ]  |
| 1946                                   | Sid Luckman (5) / Tom Farris (3) / Noah Mullins (3)                                       | [ 79 ]  |
| 1945 *                                 | Sid Luckman / Gene Ronzani / Al Grygo                                                     | [ 80 ]  |
| 1944 *                                 | Sid Luckman / Gene Ronzani / Johnny Long                                                  | [ 81 ]  |
| 1943 *                                 | Sid Luckman / Bob Snyder                                                                  | [ 82 ]  |
| 1942 *                                 | Sid Luckman / Charlie O'Rourke                                                            | [ 83 ]  |
| 1941                                   | Sid Luckman (11)                                                                          | [ 84 ]  |
| 1940 *                                 | Sid Luckman / Bernie Masterson                                                            | [ 85 ]  |
| 1939 *                                 | Sid Luckman / Bernie Masterson                                                            | [ 86 ]  |
| 1938 *                                 | Bernie Masterson / Ray Buivid                                                             | [ 87 ]  |
| 1937 *                                 | Bernie Masterson / Ray Buivid / Gene Ronzani                                              | [ 88 ]  |
| 1936 *                                 | Bernie Masterson / Keith Molesworth / Carl Brumbaugh                                      | [ 89 ]  |
| 1935 *                                 | Bernie Masterson / Carl Brumbaugh                                                         | [ 90 ]  |
| 1934 *                                 | Carl Brumbaugh / Keith Molesworth                                                         | [ 91 ]  |
| 1933 *                                 | Carl Brumbaugh / Keith Molesworth                                                         | [ 92 ]  |
| 1932 *                                 | Carl Brumbaugh / Keith Molesworth                                                         | [ 93 ]  |
| 1931 *                                 | Carl Brumbaugh                                                                            | [ 94 ]  |
| 1930 *                                 | Carl Brumbaugh                                                                            | [ 95 ]  |
| 1929 *                                 | Joey Sternaman / Paddy Driscoll                                                           | [ 96 ]  |
| 1928 *                                 | Joey Sternaman / Paddy Driscoll                                                           | [ 97 ]  |
| 1927 *                                 | Edward Sternaman / Paddy Driscoll                                                         | [ 98 ]  |
| 1926 *                                 | Milton Romney / Paddy Driscoll                                                            | [ 99 ]  |
| 1925 *                                 | Joey Sternaman                                                                            | [ 100 ] |
| 1924 *                                 | Joey Sternaman                                                                            | [ 101 ] |
| 1923 *                                 | Johnny Bryan                                                                              | [ 102 ] |
| 1922 *                                 | Joey Sternaman                                                                            | [ 103 ] |
| 1921 *                                 | Pard Pearce                                                                               | [ 104 ] |
| 1920 *                                 | Pard Pearce / Chuck Dressen / Jimmy Conzelman                                             | [ 105 ] |

- * - Indica che il numero delle partenze come titolare non è conosciuto quell'anno per ogni quarterback